# Carlos Rafael Rodríguez

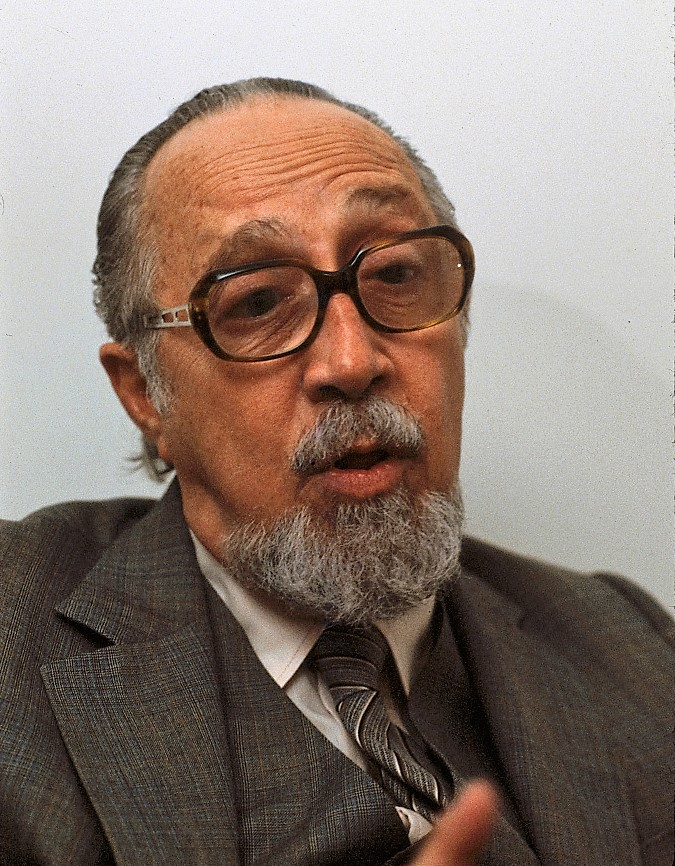
Rodríguez từ năm 1970 đến năm 1990.

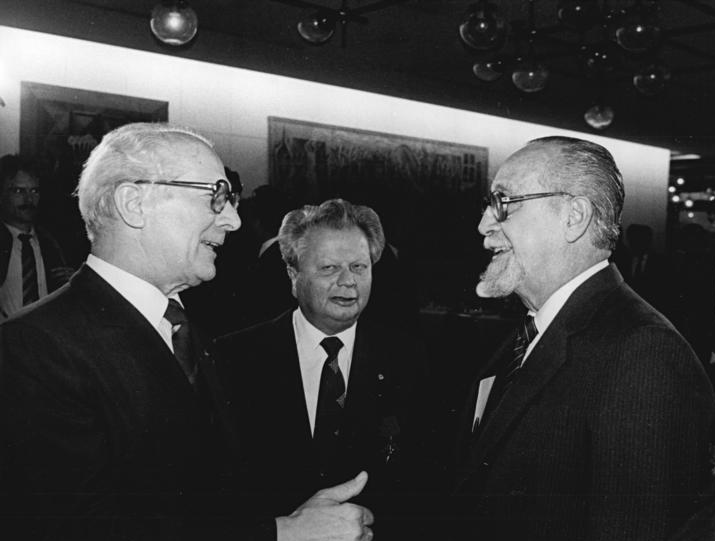
Carlos Rafael Rodríguez (phải) với Erich Honecker (trái) và Hermann Axen (giữa) năm 1987.

Carlos Rafael Rodríguez Rodríguez (23 tháng 5 năm 1913 – 8 tháng 12 năm 1997) là chính khách và nhà kinh tế Cộng sản người Cuba, từng phục vụ trong nội các của Tổng thống Fulgencio Batista và Chủ tịch Fidel Castro.

## Tiểu sử
Quê quán tại Cienfuegos, ông trở thành thị trưởng thành phố khi mới 20 tuổi. Bốn năm sau, ông gia nhập Đảng Cộng sản và được bổ nhiệm làm biên tập viên tờ báo đảng mang tên Hoy. Ông tốt nghiệp đại học năm 1939. Mặc dù ông là người tham gia cuộc tổng đình công năm 1935 chống lại Tổng thống lâm thời Carlos Mendieta, đến năm 1942, Rodríguez gia nhập nội các của Tổng thống Fulgencio Batista. Vốn là "người theo chủ nghĩa Marx tận tụy", việc Rodríguez tham gia nội các Batista đánh dấu đỉnh cao trong sự hợp tác của chế độ cũ với Đảng Cộng sản.
Rodríguez lần đầu gặp Fidel Castro thông qua một người bạn chung sau khi Castro đến thăm hiệu sách của Đảng Cộng sản vài ngày trước cuộc tấn công thảm khốc của ông vào Trại lính Moncada vào ngày 26 tháng 7 năm 1953. Dù Rodríguez đã lên án cuộc tấn công sau khi nó xảy ra, sau cùng ông quyết định liên minh với Castro trong Cách mạng Cuba. Tháng 7 năm 1958, ông tham gia Phong trào 26 tháng 7 ở dãy núi Sierra Maestra để ủng hộ cuộc chiến tranh du kích chống lại Batista; đó là cử chỉ ủng hộ đầu tiên như vậy của Đảng Cộng sản dành cho quân nổi dậy.
Castro kết bạn với ông, và sau chiến thắng của cách mạng, ông đã thưởng cho Rodríguez những vị trí hàng đầu trong chính phủ Cuba. Từ năm 1962 đến năm 1965, Rodríguez đứng đầu Viện Cải cách Ruộng đất Quốc gia, và được một số báo chí nước ngoài gọi là sa hoàng kinh tế của Cuba. Năm 1969, Castro cử ông làm "quan sát viên" đến dự Hội nghị Quốc tế các Đảng Cộng sản và Công nhân tại Moskva, chính là nơi mà ông đã có bài phát biểu quan trọng tuyên bố rằng Cuba sẽ "ủng hộ Liên Xô một cách không nao núng". Bài phát biểu này là một trong hàng loạt động thái của chế độ Castro để xích lại gần Liên Xô sau khi công khai bất đồng quan điểm với Liên Xô vào đầu và giữa thập niên 1960. Rodríguez vẫn là nhân vật chủ chốt trong quan hệ Liên Xô-Cuba, đưa ra những tuyên bố công khai trong thời kỳ hữu nghị và bất hòa. Trước khi bị gạt ra ngoài lề vào năm 1997 do sức khỏe suy yếu, ông từng phục vụ trong Bộ Chính trị và giữ chức Phó Chủ tịch nước. Rodríguez mắc bệnh Parkinson và qua đời tại La Habana, đích thân Castro chủ trì buổi lễ chôn cất ông.